# سوءتفاهم (مجموعه تلویزیونی)
سوءتفاهم یک مجموعه تلویزیونی محصول سال ۱۳۷۷ به کارگردانی رضا سبحانی، نویسندگی  و تهیه‌کنندگی  می‌باشد که از شبکه یک پخش شد.

## بازیگران
- محمدعلی ورشوچی
- احمد عباسقلی
- اسماعیل صیدی‌لو
- پروین میکده
- توران قادری
- حبیب ثامنیه
- حسن رضایی
- حسین چنگی
- ساسان قجر
- سپیده حسینی
- سروش خلیلی
- علی‌اکبر طوفان پناه
- محمد کدخدایی
- ناهید اروانه